# José Jaime Capel Molina
José Jaime Capel Molina (Almería, 1 de abril de 1949) es catedrático de Geografía de la Universidad de Almería, geógrafo, escritor y pintor.

## Actividad profesional
Aunque en 1971 se licenció en Filosofía y Letras en la Universidad de Granada, se decantó por la Geografía y Climatología, influido por Eusebio García Manrique, Manuel de Terán Álvarez, Orlando Ribeiro y José María Jansà Guardiola. En 1971 conoció en Madrid a Alberto Linés Escardó, Fernando Huerta, Mariano Medina y Ángel Rivera Pérez. Motivado por sus maestros pronto se decantó, por la Climatología y Meteorología de la península ibérica, América Latina, la Antártida y África. Se doctoró en Geografía (1975), ha sido Profesor Titular de Geografía Física de la Universidad de Murcia (1984-1996). Desde 1997 hasta 2013 fue catedrático de Geografía Física de la Universidad de Almería. Becado por el Instituto Iberoamericano de Cooperación Internacional en 1981, para investigaciones sobre climatología del Cono Sur Americano. En 1993 en Honduras, a través de la Fundación Esteban Romero, Murcia. En 1997 en Perú y Ecuador, por la Junta de Andalucía, Consejería de Educación y Ciencia.  Retirado de la Universidad se dedica a la Literatura, publicando varios libros de Poesía en editoriales Nacionales. Es uno de los nombres indiscutibles de la Climatología de España.

## Especialidad
Ha trabajado en Geografía Física, Meteorología, Paisaje Geográfico y Medio Ambiente. Especializado en Geografía Física Climatología, campo que ha estudiado en profundidad y en el que ha realizado la mayor parte de su investigación, publicaciones, docencia y dirección de Tesis.

## Investigación y otros cargos
Sus trabajos tratan de Climatología, Meteorología y Paisaje Geográfico. Es autor de una veintena de libros publicados, igualmente posee más de un centenar de artículos de Investigación en Climatología,  a partir de 1972 sobre España, en su conjunto, Portugal, o para ámbitos regionales del mundo. A partir de 1980 se aportan estudios de investigación sobre climatología referidos a distintas regiones del planeta, América del Norte (México), América Central y Caribe ( Honduras, Costa Rica), América del Sur ( Chile, Argentina, Perú, Ecuador, Magallanes y la Patagonia), Océano Antártico (Islas Orcadas del Sur), la Antártida (Mar de Weddell), Europa , África, Asia y océano Atlántico (Ciclones tropicales) y océano Pacífico ( El fenómeno de “El Niño”). 
- Ha sido Director de Cultura de la Universidad de Murcia (1993) y Director de Exposiciones Audiovisuales de la Universidad de Almería (2007).
- Miembro fundador del Instituto de Estudios Almerienses. http://www.iealmerienses.es/
- Fundador de la Revista Paralelo 37° (1977) http://dialnet.unirioja.es/servlet/revista?codigo=7223
- Fundador del Boletín del Instituto de Estudios Almerienses (1981). http://dialnet.unirioja.es/servlet/revista?codigo=223
- Fundador de la Revista Nimbus (1998). http://dialnet.unirioja.es/servlet/revista?codigo=1549
- Comisario de la Exposición “El IMPULSO CREADOR DE LA BURGUESÍA ALMERIENSE. LA PINTURA DE LA MODERNIDAD: 1850-1936.” Diputación Provincial de Almería y Universidad de Almería.. http://www.ual.es/memorias/memoria20092010/archivos/vic-01b.pdf Archivado el 9 de mayo de 2016 en Wayback Machine.

## Literatura, poesía y pintura
- La interpretación literaria del Paisaje de Castilla. En, Volumen Homenaje a Manuel de Terán. Rev. Paralelo 37°, Junta de Andalucía, Almería, 1985. ISBN 84-85622-90-1
- Afelio.-  Editores Zéjel, Almería 1989,  101 págs. ISBN 84-87223-00-1
- El mundo de Rafael de Penagos. En, Rafael de Penagos en las Colecciones MAPFRE. Cuaderno, n.º 27. Fundación Mapfre. Universidad de Almería, 2007.
- Pintura Almeriense. Del Realismo al Modernismo: 1850-1936.  El IMPULSO CREADOR DE LA BURGUESÍA ALMERIENSE.  La pintura de la modernidad: 1850-1936. Universidad de Almería. (2007).ISBN 978-84-8240-953-5
- Late el Tiempo entre los Versos. siglo XXI, Editores, Biblioteca Nueva, Madrid, 2013, 77 págs. https://web.archive.org/web/20160304195116/http://www.bibliotecanueva.es/catalogo_detalle_libro.php?idlibro=1986 http://revistas.um.es/monteagudo/article/viewFile/227371/176271
- El Sur de Azabache. Ediciones Vitruvio, Madrid (2015), 65 pp. http://www.casadellibro.com/libro-el-sur-de-azabache/9788494443787/2631146
- Elegía al Corazón de Jesús (tercetos encadenados). Apasionado y desgarrador lamento…, reflejo de la desolación que conmocionó a la ciudad de Almería en los inicios de la guerra civil española, julio de 1936. Jesuitasmurcia.blogspot.com/2015/04/elegia-al-corazon-de-jesus.html
- El lirio de Israel. Ediciones Vitruvio, Madrid (2017), 69 pp. ISBN 978-84-946819-6-7 http://granadacostanacional.es/presentacion-libro-el-lirio-de-israel-de-jose-jaime-capel-ediciones-vitruvio-madrid-2017/http://www.um.es/actualidad/agenda/ficha.php?id=262241 http://granadacostanacional.es/downloads/GC%20470.pdf
- El Silbo del Ruiseñor. Ediciones Granada Club Selección S.L., Molvízar, Granada (2017), 86 pp. ISBN 978-84-16656-59-2 https://www.todostuslibros.com/libros/el-silbo-del-ruisenor_978-84-16656-59-2 http://granadacostanacional.es/cuarta-edicion-de-las-24-horas-de-poesia-del-proyecto-nacional-de-cultura-granada-costa/
- Getsemaní. Elena Design Editores S.L. (2018), 64 pp. ISBN 978-84-948878-0-2 https://www.todostuslibros.com/libros/getsemani_978-84-948878-0-2
- "Manuel «el Mota»" en Granada Costa Proyecto Nacional de Cultura Ediciones Granada Club Selección S.L., 31 de mayo de 2018, p. 49
- El Vals Eterno del Alfil. Premio de Literatura Granada Costa 2018. Ediciones Granada Club Selección S.L., Molvízar, Granada (2018), 360 pp. ISBN 978-84-16656-83-7 http://granadacostanacional.es/el-vals-eterno-del-alfil-autor-jose-jaime-capel-molina/
- "Poesía de José Jaime Capel Molina" en el libro Cien Voces Mil Poemas. Granada Club Selección S.L., Molvízar, Granada (2018), pp. 200-212 ISBN 978-84-16656-87-5 https://www.todostuslibros.com/libros/getsemani_978-84-948878-0-2
- Cristo, Rey de Reyes. 1.er Premio Internacional de las LETRAS, SEGURA DE HARO Poesía Mística.  Granada Club Selección S.L., Molvízar, Granada (2019), 94 pp. ISBN 978-84-17712-25-9 https://www.todostuslibros.com/libros/cristo-rey-de-reyes_978-84-17712-25-9
- "Palmera de la Plaza Vieja" en Granada Costa Proyecto Nacional de Cultura Ediciones Granada Club Selección S.L., 30 de junio de 2019, p. 45
- El Cuarto Rey Mago. eLena Desing Editores, Almería (2021), 92 págs. ISBN. 978-84-123491-3-9
- Imago Mundi, Mahalta Ediciones, Ciudad Real (2022), 236 págs. ISBN. 978-84-122752-9-2
- "Poesía de José Jaime Capel Molina" en el libro La Huella del Señor. Sebastiá Taltabull Anglada. Granada Club Selección. Molvízar, Granada (2022), págs. 711-717. ISBN. 978-84-18622-54-0
- "Poesía de José Jaime Capel Molina" en el libro La Iglesia del Señor. Cardenal Osoro, Granada Club Selección, Molvízar, Granada (2023), págs. 1037-1042. ISBN. 978-84-19697-14-1
- Arspoetica. eLena Desing Editores, Almería (2024), 144 págs. ISBN. 978-84-124906-3-3

Pintura. Exposiciones Individuales
- 1987- Museo Provincial de Bellas Artes, Murcia
- 1988-  UNICAJA, Almería
- 2003 - UNICAJA, Almería
- 2005 - Museo de la Universidad de Murcia
- http://www.um.es/web/museo/contenido/salas/nicolas-almansa/2005/naturalezas-vivas
- http://edit.um.es/campusdigital/qmi-obra-es-una-proyeccion-estetica-para-hablar-de-miq-jose-jaime-capel-molina-pintor-y-profesor-de-geografia-expone-naturalezas-vivas-en-el-museo-de-la-universidad-de-murcia/
- 2010- 25 años de arte e intuición de la belleza. Ayuntamiento de Gádor. http://elalmeria.es/article/ocio/610535/gonzalvez/inagura/una/muestra/pintura/capel/molina/gador.html
- Pintura y Mensaje. http://pinturaycomunicacion.blogspot.com.es/2009/07/jose-jaime-capel-molina.html

Obras en Colecciones
- Museo de la Universidad de Murcia. http://umuseo.um.es/site_public/amplia_picture.php?ficha=97
- Rectorado de la Universidad de Almería

## Homenajes
- Hijo Predilecto de la Villa de Gádor, (Almería). Excelentísimo Ayuntamiento de Gádor, Andalucía (1987). http://www.gador.es
- Homenaje a José Jaime Capel Molina. Rev. NIMBUS, 29-30, enero-diciembre, (2013).Universidad de Almería, ISSN 1139-7160, 756 págs. http://dialnet.unirioja.es/ejemplar/339928